# Flustrellidra gigantea
Flustrellidra gigantea är en mossdjursart som först beskrevs av Silén 1947.  Flustrellidra gigantea ingår i släktet Flustrellidra och familjen Flustrellidridae. Inga underarter finns listade i Catalogue of Life.